# Бодендорф, Карла
Карла Бодендорф (в девичестве Ритиг; нем. Carla Bodendorf; род. 13 августа 1953, Айльслебен, Саксония-Анхальт) — восточно-германская легкоатлетка (бег на короткие дистанции), бронзовый призёр чемпионата Европы, чемпионка летних Олимпийских игр 1976 года в Монреале, рекордсменка мира и Олимпийских игр.

## Карьера
На Олимпиаде в Монреале Бодендорф выступала в беге на 200 метров и эстафете 4×100 метров. В первой дисциплине она пробилась в финал, где с результатом 22,64 с заняла 4-е место (чемпионкой Игр стала её соотечественница Бербель Эккерт — 22,37 с). В эстафете команда ГДР (Марлис Гёр, Ренате Штехер, Карла Бодендорф, Бербель Вёккель), за которую Бодендорф бежала на третьем этапе, стала олимпийской чемпионкой (42,55 с — олимпийский рекорд), опередив команды ФРГ (42,59 с) и СССР (43,09 с).
В 1978 году Бодендорф стала чемпионкой ГДР в беге на 200 метров. В том же году она завоевала две бронзовые награды на чемпионате Европы в Праге: в беге на 200 метров и эстафете 4×100 метров. Дважды (в 1976 и 1978 годах) она участвовала в установлении мировых рекордов в эстафете 4×100 метров.
После ухода из большого спорта Бодендорф стала школьным преподавателем физкультуры. Затем на руководила проектами в Министерстве внутренних дел в земле Саксония-Анхальт и начала делать политическую карьеру. Вышла замуж за бывшего прыгуна в длину и тройным Юргена Бодендорфа, который после завершения своей спортивной карьеры работал футбольным тренером в клубах низшей лиги. 